# Эль-Фуджайра (город)
Эль-Фуджа́йра (Фудже́йра; араб. الفجيرة‎, заря) — город в Объединённых Арабских Эмиратах, административный центр эмирата Эль-Фуджайра.
Население 54 тыс. человек (2003). 7-й по количеству населения город в ОАЭ.
Эль-Фуджайра, расположенная на берегу Оманского залива, — небольшой современный городок с широкими и просторными улицами. Среди исторических достопримечательностей выделяется полуразрушенный форт Эль-Фуджайра 1670 года постройки.
Город Фуджейра - промышленный и торговый центр, расположенный на восточном побережье Индийского океана, у подножия гор  Хаджар. В 2016 году в городе проживало 97 226 человек, что является значительным числом ( 43% ) по сравнению с 225 360 во всем эмирате.
В городе расположены морской порт и международный аэропорт.

## Галерея

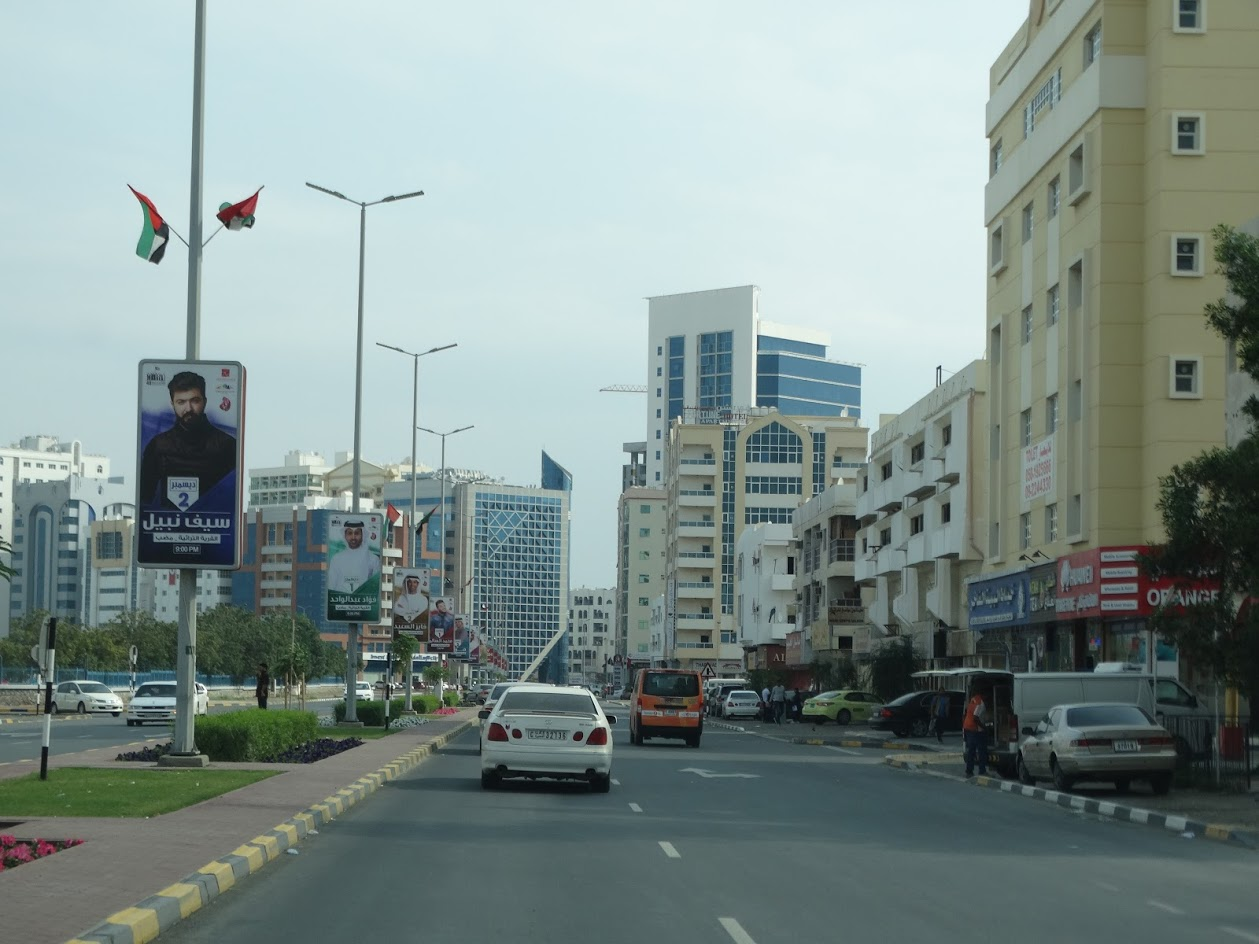
На улицах города
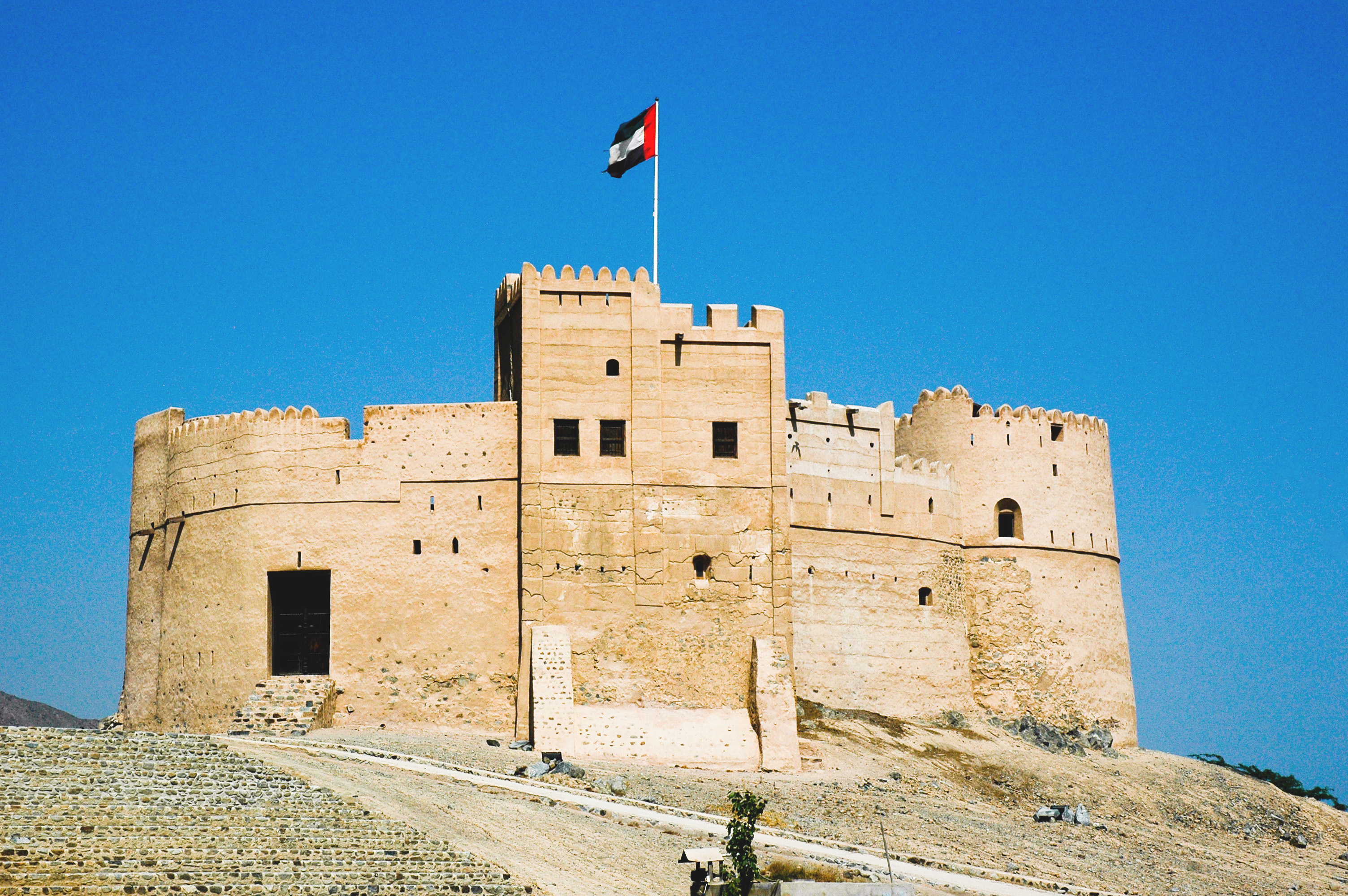
Форт Фуджайра
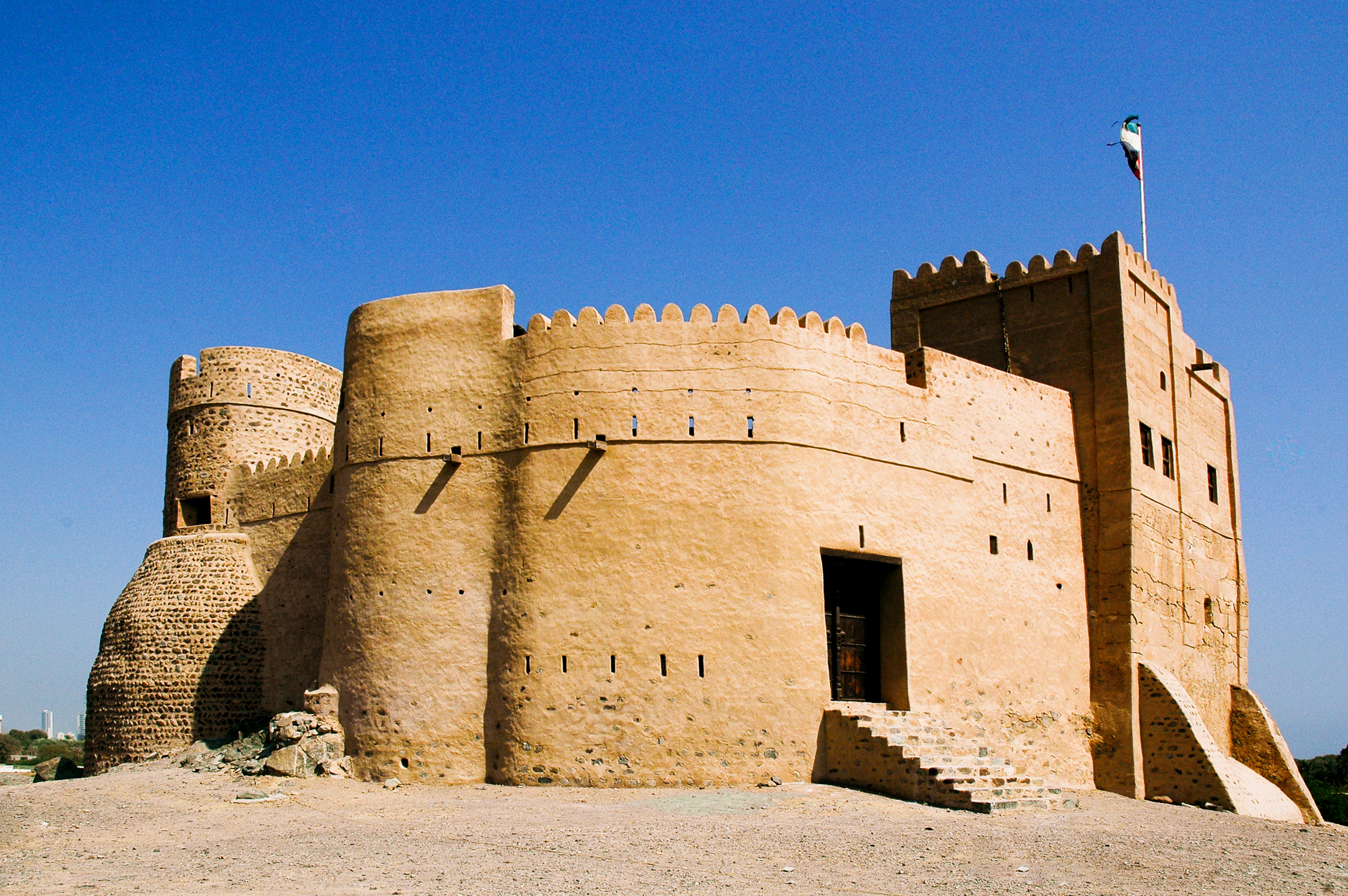
Вход в форт Фуджайра
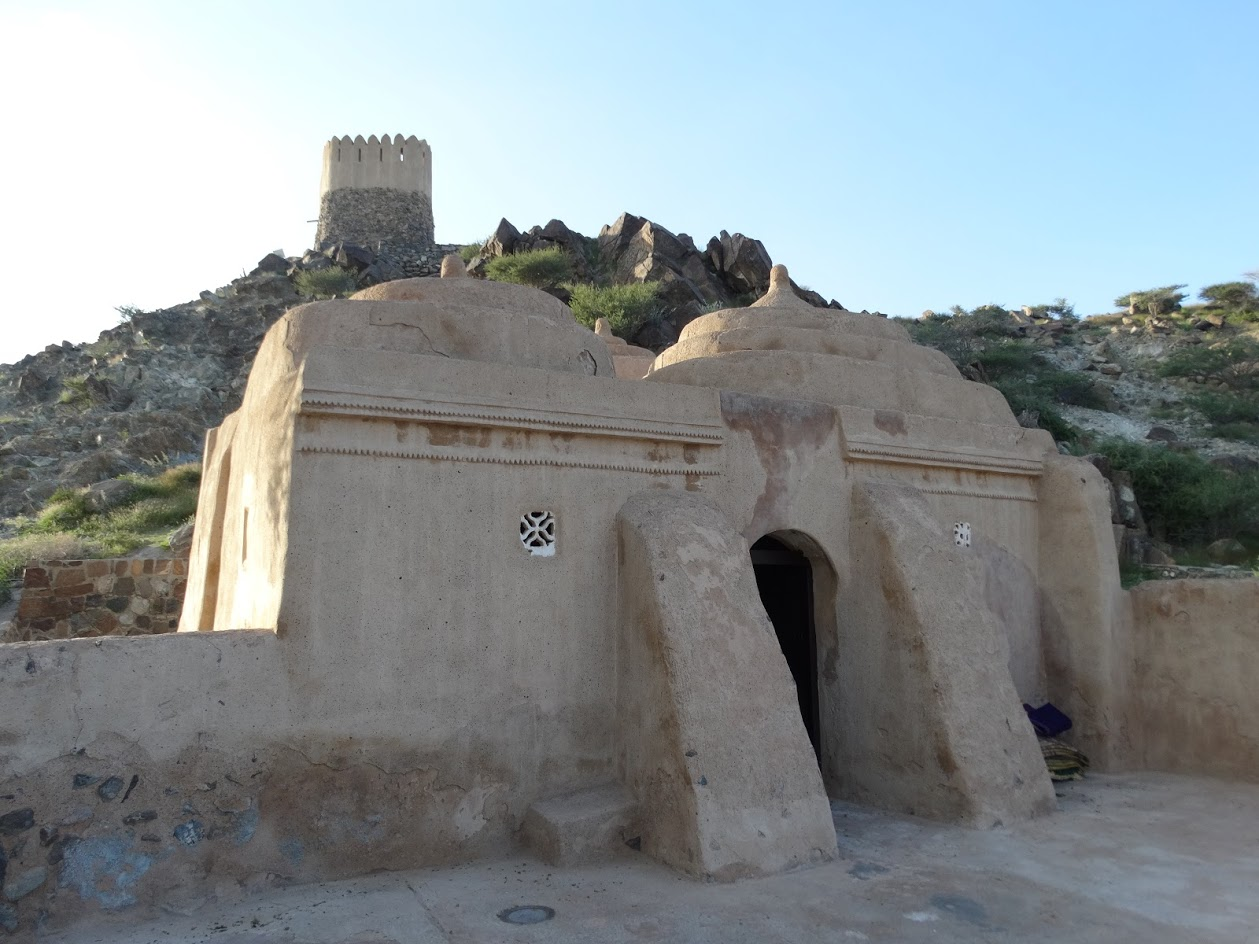
Мечеть Аль Бидия (XV век)
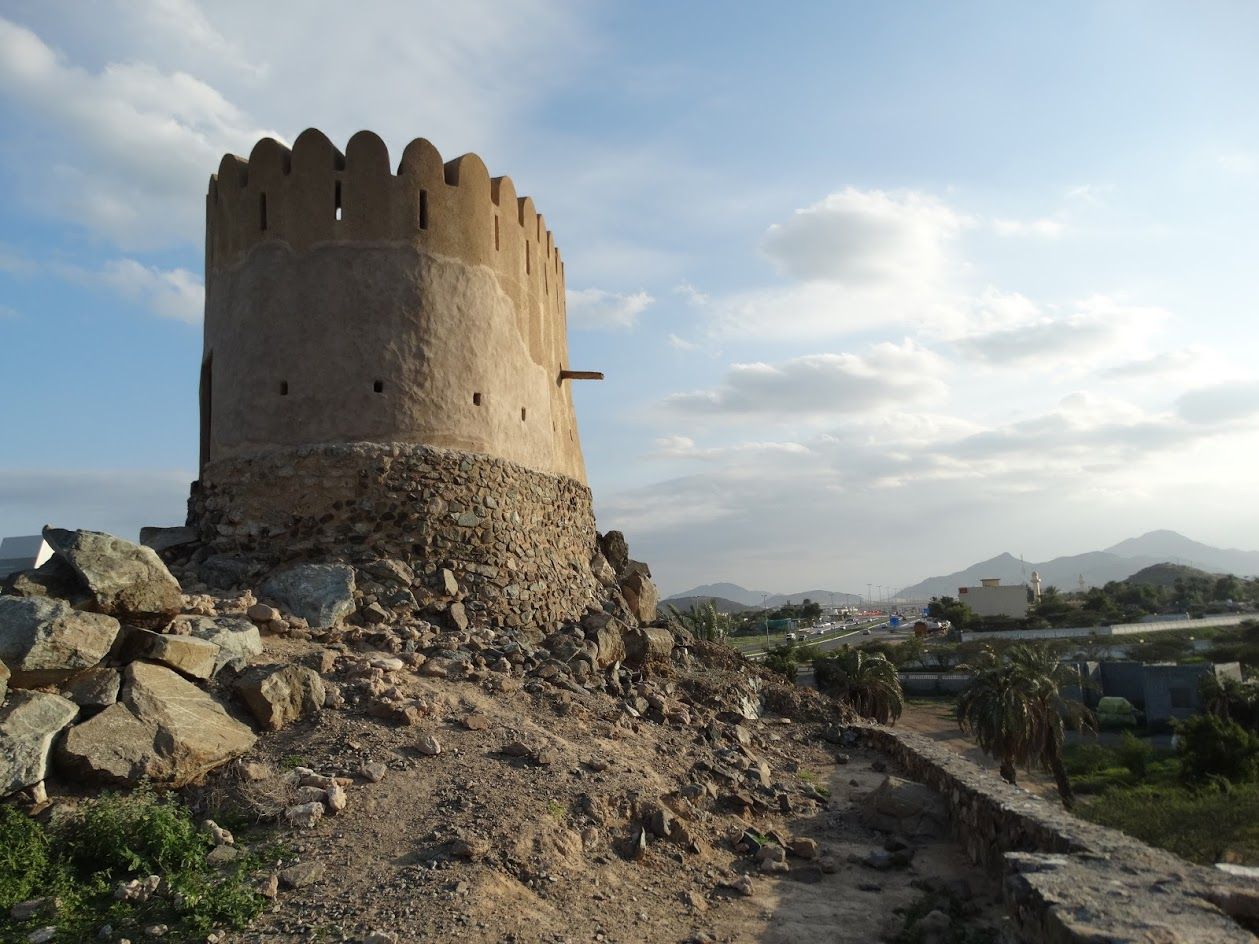
Сторожевая башня
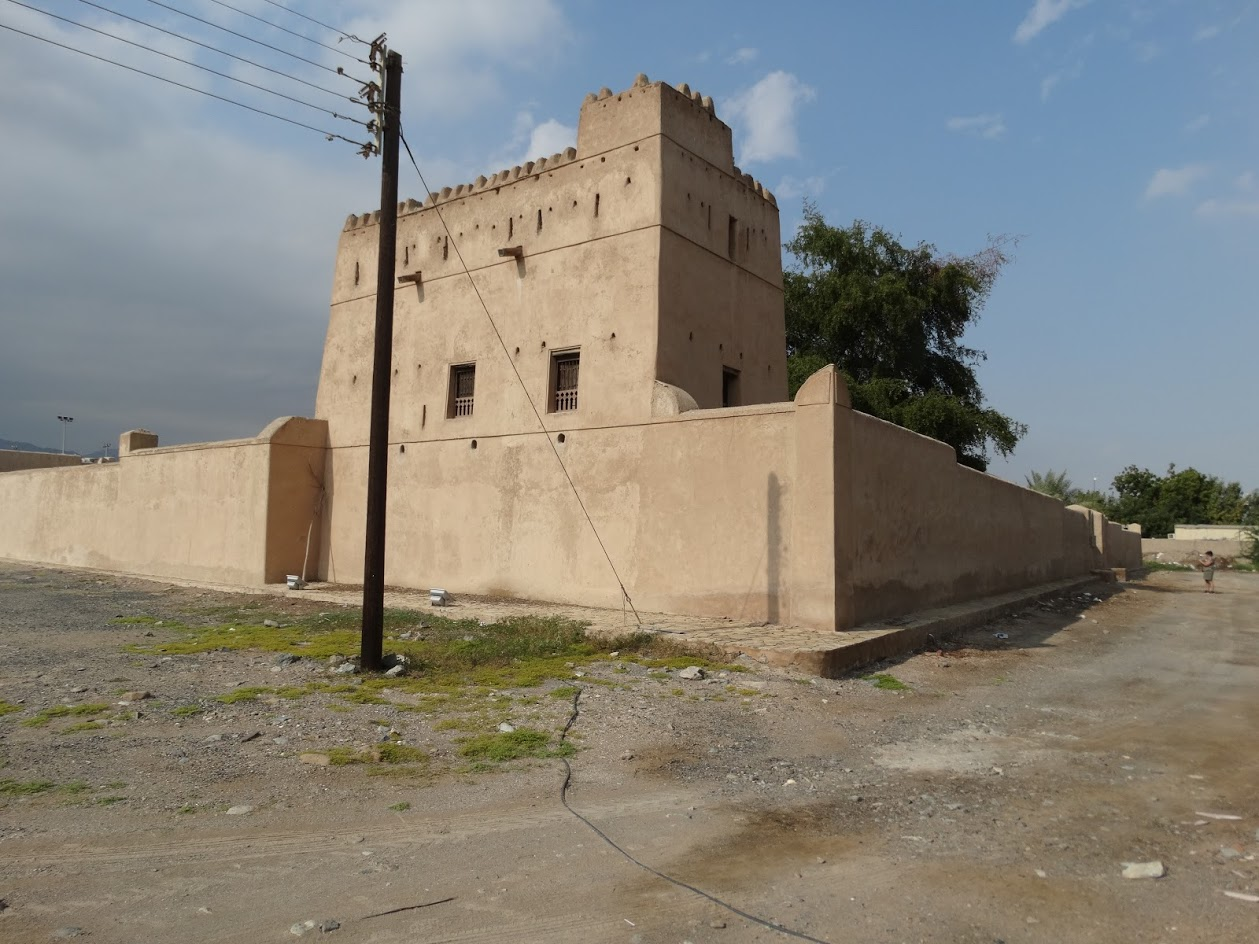
Форт в старой части города
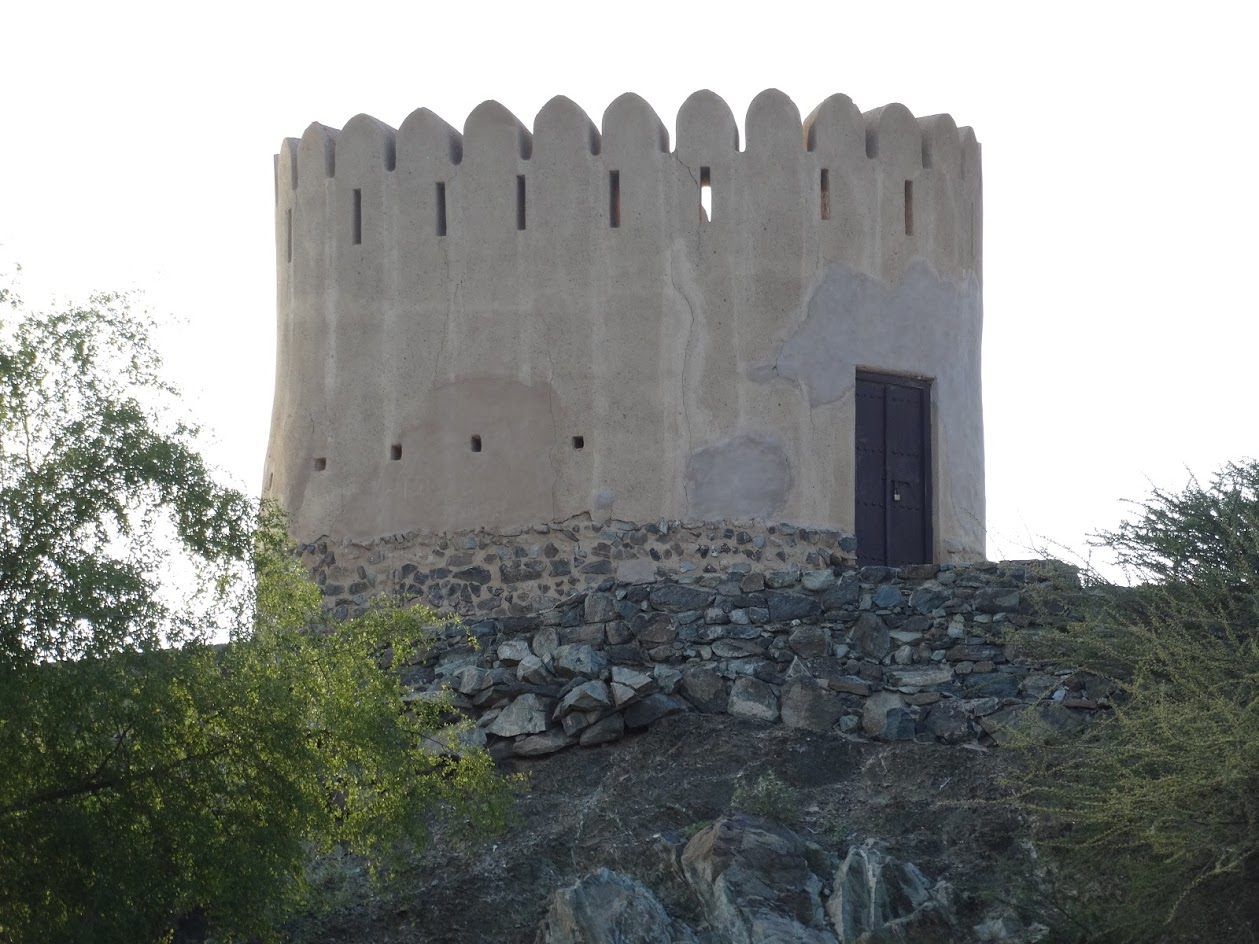
Сторожевая башня (Башни стоят вдоль берега)